# Xploding Plastix
Xploding Plastix sind ein norwegisches DJ-Duo.

## Geschichte
Das Duo wurde 1999 von Jens Petter Nilsen und Hallvard Hagen gegründet. Als sie ein Jahr später ihre erste Demoaufnahmen an Plattenverlage schickten, erhielten sie prompt Angebote. Ihre erste Single, Treat Me Mean, I Need the Reputation, wurde 2000 bei Beatservice Records veröffentlicht und erweckte Aufmerksamkeit in der elektronische-Musik-Szene. Das Debütalbum Amateur Girlfriends Go Proskirt Agents von 2001 (2004 re-released als Amateur Girlfriends) wurde ein großer Erfolg. Das zweite Album der Gruppe erschien bei Columbia Records. 2004 arbeitete das Duo mit dem Kronos Quartet zusammen.
The Electones ist ein Nebenprojekt von Nilsen und Hagen mit der Sängerin Rita Augestad.
2003 wurden Xploding Plastix mit dem Spellemannprisen für ihre EP The Benevolent Volume Lurkings ausgezeichnet.

## Diskografie

### LPs
- Amateur Girlfriends Go Proskirt Agents (2001, Beatservice)
- The Donka Matic Singalongs (2003, Columbia)
- Treated Timber Resists Rot (2008, Beatservice)
- Mosaic (Official Game Soundtrack) (2019, Krillbite Studio, mit Håkon Kornstad, Hiefer)
- This Is Accurate (2023, Beatservice)

### EPs
- Doubletalk (2001, Beatservice)
- Behind the Eightball (2001, Beatservice)
- The Duck and Cover (2003, Palm Beats)
- The Benevolent Volume Lurkings (2003, Columbia)
- The Rebop by Proxy (2005, Palm Beats)
- Devious Dan (2010, Beatservice)